# Luca Gaurico

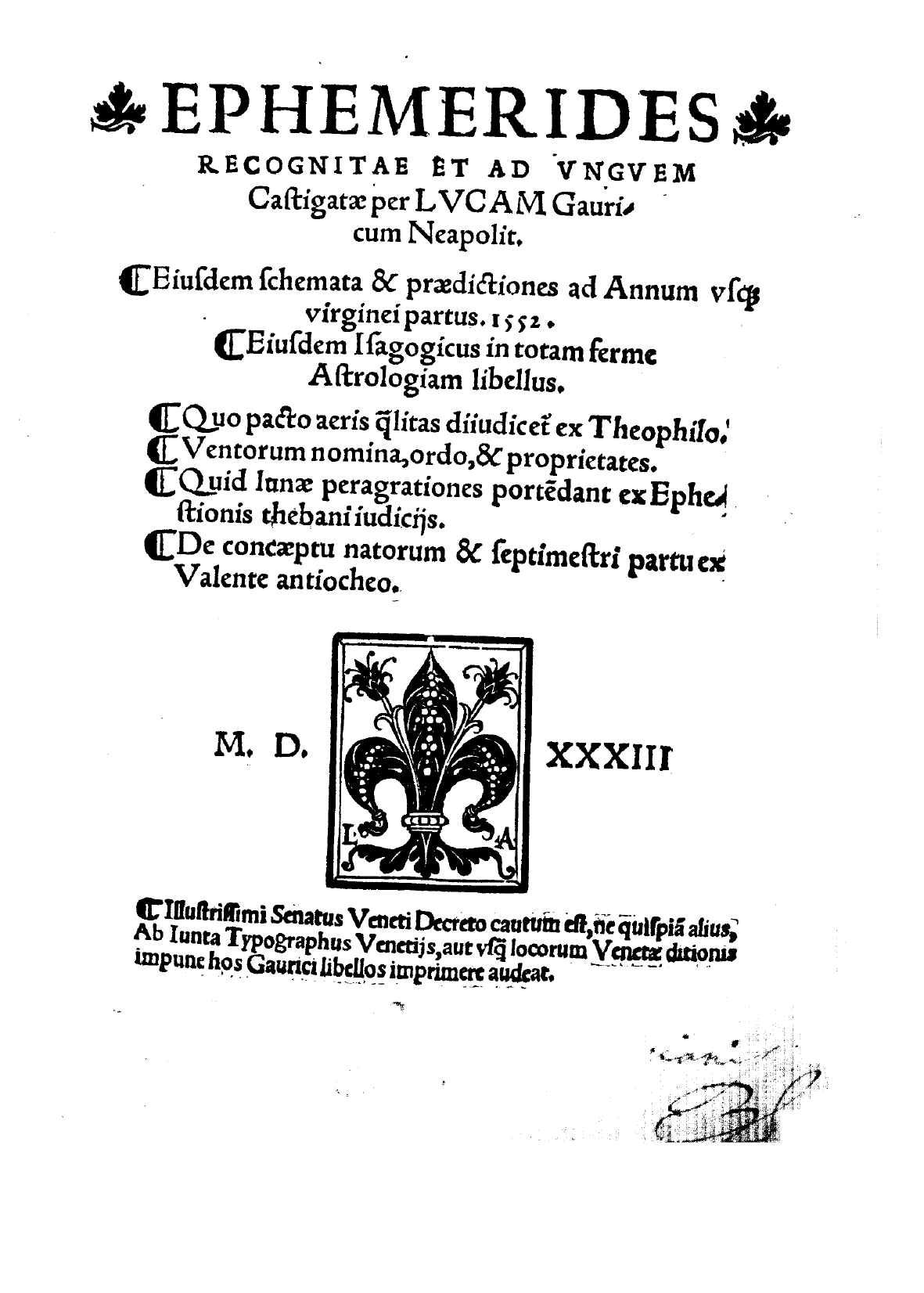
Ephemerides recognitae et ad unguem castigatae, 1533

Luca Gaurico (in latino Lucas Gauricus; Gauro di Giffoni, 12 marzo 1475 – Roma, 6 marzo 1558) è stato un vescovo cattolico e astrologo italiano.

## Biografia
Nacque a Gauro di Giffoni, da Bernardino e da Cerelia Linguiti, nobile famiglia che risiedeva tra Gauro, Sovvieco e Curti dello stato di Giffoni. Il padre era grammatico, letterato, poeta, scrittore, secondo i canoni propri dell'epoca caratterizzata dal fervore di studi classici e dall'amore di tutto ciò che sapeva di greco e di latino. Il giovane Luca rimase a Gauro fino al 1490 dove iniziò i suoi studi sotto la guida del padre che lo aveva erudito e fatto erudire, sino alla sua morte nel 1497, nella cultura umanistica in Napoli, quando questa era in piena fioritura sotto il pacifico regno di Ferdinando I di Aragona che aveva al suo fianco i poeti più affermati dell'epoca, il Pontano e il Sannazzaro.
In quel periodo si recò con il fratello a Padova dove seguiva le lezioni del Pomponazzi, avendo come compagni il Fracastoro, Andrea Navagero, Gaspare Contarini, Pierio Valeriano (Giovanni Pietro Dalle Fosse) e Giovan Battista Ramusio.
Verso il 1502, a 27 anni, conseguì la laurea e il titolo di Doctor artium.
Seguì studi di astrologia giudiziaria, un soggetto che spiegò e difese nel suo trattato Oratio de Inventoribus et Astrologiae Laudibus (1508). L'astrologia giudiziaria concerneva il destino dell'uomo (astrologia judiciaria; astrologia universale) così come poteva essere influenzato dalle stelle del cielo natale nel lungo termine, accuratamente studiato e aggiustato per le differenze "ad personam". Secondo Gaurico non erano le stelle a influenzare il carattere e il destino della persona, bensì le proprietà concesse da Dio stesso alla persona, che si riflettevano nella configurazione stellare presente al momento in cui Dio concedeva all'individuo di nascere. Il suo lavoro più famoso è il Tractatus Astrologicus.

### Carriera come astrologo
La buona reputazione di Luca Gaurico crebbe così tanto che venne chiamato a servire come "consulente astrologico" di Caterina de Medici. Correvano voci che Gaurico avesse predetto l'ascesa al soglio pontificio del cardinale Giovanni di Lorenzo de' Medici, prozio di Caterina e futuro papa Leone X, quando egli era appena quattordicenne. Inoltre, predisse che lo zio di Caterina, Giulio de' Medici sarebbe stato coinvolto in importanti dispute politiche e avrebbe avuto numerosi discendenti. Effettivamente, Giulio de' Medici, una volta divenuto papa Clemente VII, fu coinvolto in dispute politico-diplomatiche sia con l'imperatore Carlo V d'Asburgo che con Enrico VIII di Inghilterra, e si mormorava che avesse ben 29 figli illegittimi.

#### Torturato da Giovanni II Bentivoglio, podestà di Bologna
Giovanni II Bentivoglio, signore di Bologna, consultò Gaurico per conoscere il suo destino. Poco gratificato dalla profezia ricevuta, Bentivoglio sottopose Gaurico alla tortura della mancuerda, che gli provocò danni permanenti da cui sarà afflitto per il resto della vita. In seguito, Bentivoglio condannerà all'esilio l'astrologo. Dopo la sconfitta del Bentivoglio, quando Bologna venne conquistata dalle truppe papali comandate da papa Giulio II in persona, l'operato di Gaurico ricevette di nuovo un consenso generale.
Luca Gaurico divenne famoso dopo aver predetto l'ascesa al soglio pontificio di Alessandro Farnese, predizione che si tramutò in realtà quando fu eletto papa col nome di Paolo III. Sembra che Gaurico abbia predetto anche la malattia e la morte di questo Pontefice, quest'ultima avvenuta il 10 novembre del 1549, il giorno che sembra per l'appunto quello indicato da Gaurico. Paolo III ovviamente non aspettò fino alla propria morte per cercare di verificare la predizione fatta dal Gaurico.

### Papa Paolo III lo nomina suo astrologo non ufficiale, e vescovo di Civitate
Papa Paolo III, che incoraggiava gli astrologhi a recarsi a Roma per lavorare sotto la sua protezione, volle accanto Luca Gaurico in veste ufficiosa di suo astrologo personale e come Compagno della tavola papale, inoltre lo nominò cavaliere. Nel 1545 papa Paolo III nominò Gaurico vescovo di Civitate, in Capitanata. Quattro anni dopo la morte di papa Paolo III, Gaurico abbandonò questi incarichi e si trasferì in Roma.

#### Tractatus Astrologicus
Il suo libro Tractatus Astrologicus conteneva le carte natali di papi e cardinali, di molti re e nobili, di studiosi, musicisti e artisti. Luca Gaurico esaminava con sistematicità ogni carta natale, comparava la carta astrale e la vita di persone importanti vissute in passato con carta astrale e la vita della persona in questione, e nel caso di soggetti viventi, sembra che tentasse di predire l'esito delle loro vite e carriere. Inoltre Gaurico cercò di calcolare la data esatta della crocefissione di Gesù, e di stabilire il numero esatto di ore tra la crocifissione e la risurrezione.

### Predizione sulla morte di re Enrico II di Francia

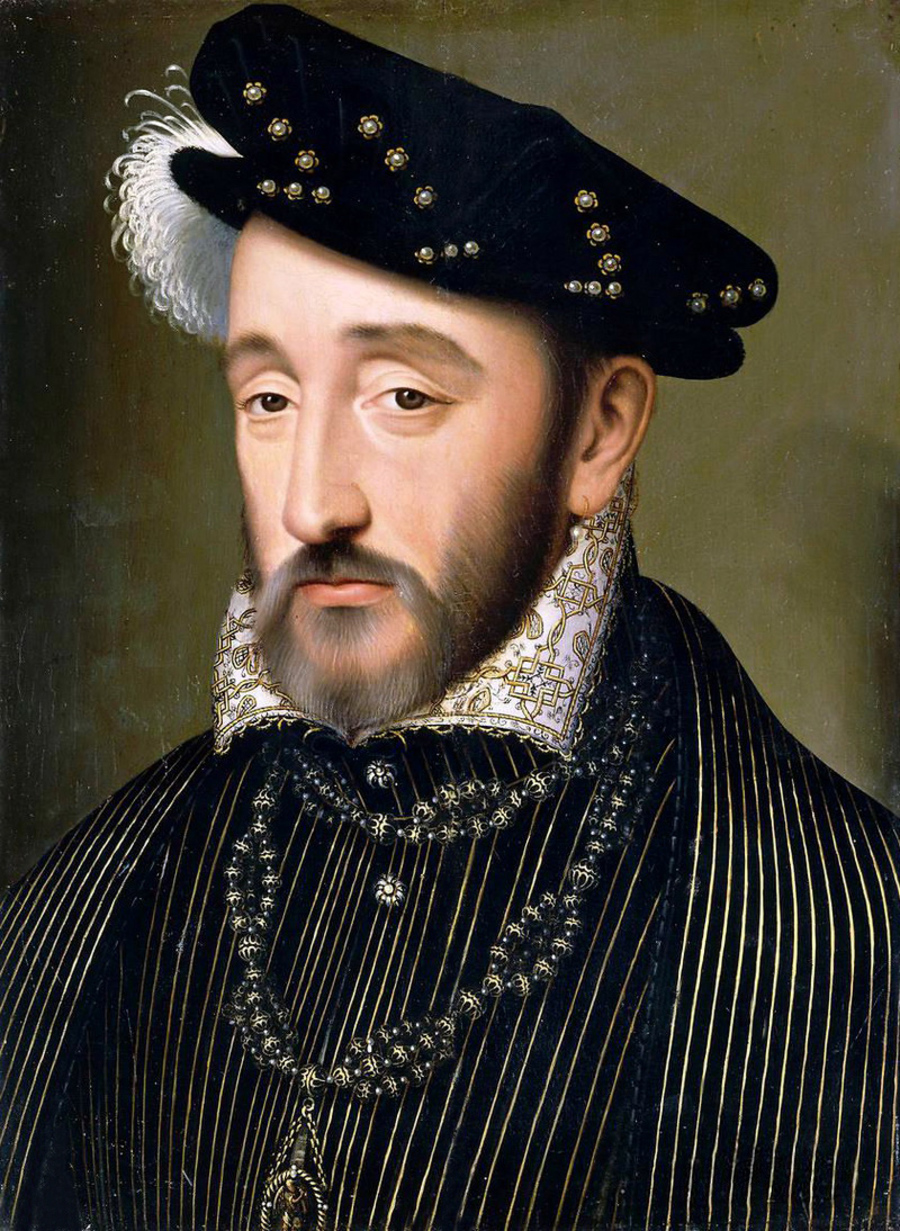
Re Enrico II Valois di Francia, che si dice sia morto con le modalità predette da Luca Gaurico.

In uno dei suoi vaticini del luglio 1552, Luca Gaurico parve predire esattamente il modo in cui il re Enrico II di Francia sarebbe morto sette anni dopo.
Lo scritto contenente il vaticinio era diretto a Ercole II d'Este, duca di Ferrara, Modena e Reggio, desideroso di conoscere il destino di Carlo V, di Ferdinando I e del re di Francia.
Il 1º luglio del 1559 infatti, durante un torneo con scontri tra cavalieri in armatura dotati di innocue lance in legno, per celebrare il trattato di pace di Cateau-Cambrésis (firmato con i suoi nemici storici, gli Asburgo austriaci), e per celebrare il matrimonio di sua figlia Elisabetta di Valois con il re Filippo II di Spagna, durante la giostra finale, l'occhio di re Enrico venne perforato da un pezzo di lancia scheggiata, che penetrò anche il lobo frontale del cervello. L'avversario era Gabriel Montgomery, capitano delle guardie scozzesi del Re. Enrico II ebbe a soffrire terribilmente, e, nonostante gli sforzi del chirurgo reale Ambroise Paré, morì il 10 luglio del 1559 e fu sepolto nella Basilica di Saint Denis.
Alla morte del sovrano francese lo scritto di Gaurico divenne molto popolare soprattutto in Francia, dove si dibatté per lungo tempo sulla validità o meno delle predizioni astrologiche. In questa predizione infatti Gaurico sembrò assecondare il proprio committente, favorevole alla Francia; in ogni caso, aveva indicato negli occhi il pericolo principale per la vita di Enrico II.

### Congiunzione Giove-Saturno nello Scorpione e nascita di Martin Lutero
Riguardo alla nascita di Martin Lutero, Gaurico scoprì una connessione tra la data (il 10 novembre del 1483, secondo l'aggiustamento ai conteggi del calendario gregoriano) e una "grande congiunzione", ossia un incrocio (puramente visivo, visto dalla Terra) dei pianeti Giove e Saturno. Secondo l'astrologia giudiziaria le grandi congiunzioni dovevano precedere enormi cambiamenti nelle strutture del potere secolare e religioso. Dal momento che la “grande congiunzione” del 1484 ebbe luogo nel segno dello Scorpione, un segno astrologico che veniva interpretato come foriero sia di eventi radicali, rivoluzionari, che di epidemie e mortalità per molti, questo fece pensare a Gaurico che per via di Lutero si sarebbero avuti drastici cambiamenti in tutte le sfere del sociale, come in effetti accadde a causa della Riforma protestante.

## Astrologia ed edifici
Luca Gaurico, ampiamente noto come astrologo, nel suo Tractatus Astrologicus (1552) incluse anche piantine e carte della fondazione di alcuni edifici e città.
Per questo motivo, Papa Paolo III chiese a Gaurico di determinare il tempo più propizio per sistemare la pietra angolare di un nuovo edificio nelle vicinanze della Basilica di San Pietro. Si dice che Gaurico arrivò in gran pompa al luogo stabilito. A un suo assistente, l'astrologo Vincentius Campanatius da Bologna, chiese di ispezionare il cielo con un astrolabio e di urlare a gran voce quando arrivasse il miglior tempo per deporre la prima lastra di marmo.

## La scuola di astrologia a Ferrara
Luca Gaurico era il rettore di una scuola di astrologia-astronomia a Ferrara. Uno dei suoi migliori alunni era Giulio Cesare Scaligero. Come studioso, Gaurico pubblicò la traduzione dell'Almagesto di Claudio Tolomeo fatta da Giorgio da Trebisonda, un'opera che Gaurico dedicò al suo committente Papa Niccolò V. Gaurico riteneva che Tolomeo fosse nato a Pelusium.

## Gaurico editore
Gaurico si occupò di curare l'edizione del Tetragonismus stampato da Iacopo Pencio nel 1503.

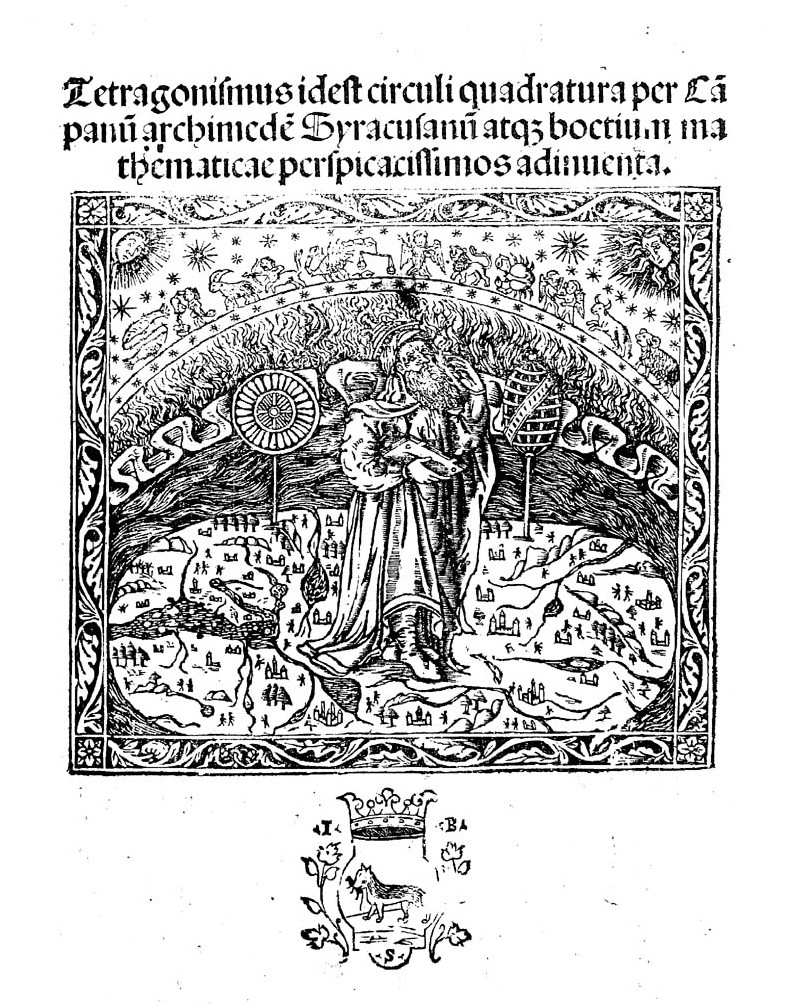
Tetragonismus idest circuli quadratura, 1503

L'opera era composta di più trattati vertenti su temi affini e correntemente denominata dall'incipit: Tetragonismus id est circuli quadratura per Ca(m)panu(m), Archimede(m) Syracusanu(m) atq(ue) boetium mathematicae perspicacissimos adinuenta. 

Sull'edizione, che in tempi moderni ha ricevuto apprezzamento da nomi rilevanti,
figuravano i nomi e gli apporti di Archimede di Siracusa, Campano da Novara e Severino Boezio: Gaurico prestava all'opera la propria esperienza maturata sia come matematico ed astronomo che come editore, dapprima a fianco di tipografi veneziani ed in seguito romani, valorizzando le edizioni con sue «prefazioni, note e addizioni». 

L'opera è la prima edizione latina pubblicata del De Mensura Circuli e del De Quadratura Parabolae di Archimede e, fatta eccezione per gli estratti del Valla del 1501, la prima stampa latina di testi di Archimede.
La peculiarità legata al nome di Gaurico, del quale il volume contiene anche una presentazione (epistula), è che egli utilizzò, per fornire la traduzione latina del trattato in greco, quella che nel 1269 il domenicano fiammingo Willem van Moerbeke aveva realizzato di testi greci che trattavano rapporti matematici, riprendendola da un manoscritto italiano attualmente conservato a Madrid (Bibliotheca nacionale 9119), e basandosi su un «esemplare allestito alla fine del [XV secolo]».

## Memoria
Il cratere lunare Gauricus ha ricevuto questo nome in suo onore.

## Opere

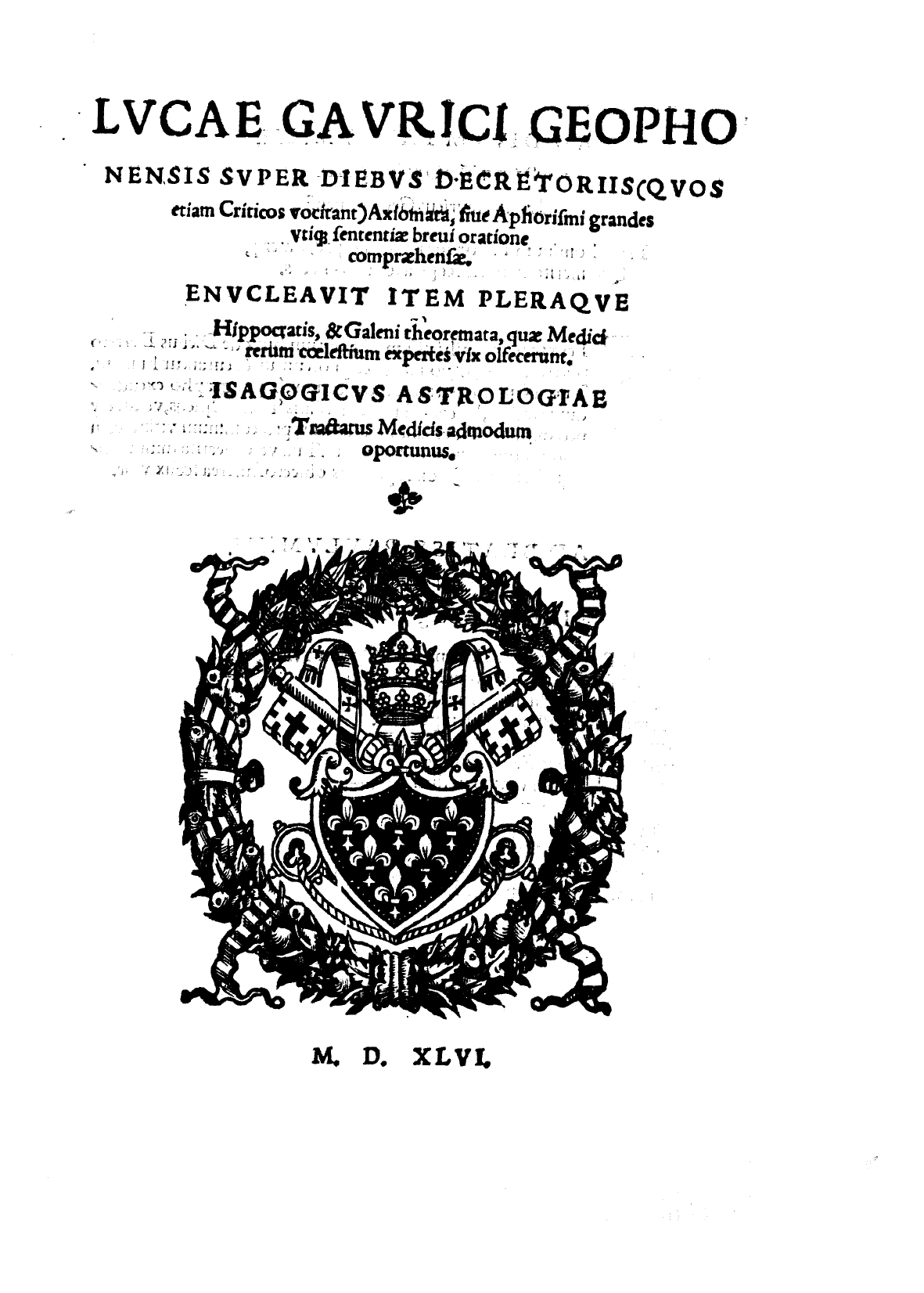
Super diebus decretoriis quos etiam criticos vocitant axiomata, 1546

- Trattato di astrologica giudiciaria, sopra la natività degli uomini e delle donne, Giansonio, 1641  [1539].
- (LA) Ephemerides recognitae et ad unguem castigatae, [Venezia], [Lucantonio Giunta], 1533. URL consultato il 16 maggio 2015.
- (LA) Super diebus decretoriis quos etiam criticos vocitant axiomata, (Impressum Romae), [s. n.], 1546. URL consultato il 16 maggio 2015.
- (LA) Calendarium ecclesiasticum novum, Venetiis, apud Iuntas, 1552. URL consultato il 16 maggio 2015.
- (LA) [Opere], vol. 1, Basel, Heinrich Petri, 1575.
- (LA) [Opere], vol. 2, Basel, Heinrich Petri, 1575.
- (LA) [Opere], vol. 3, Basel, Heinrich Petri, 1575.